# Hans Vilmar Geppert
Hans Vilmar Geppert (* 12. April 1941 in Bernstadt in Schlesien) ist ein deutscher Germanist.

## Leben
Er studierte Germanistik, Romanistik und Philosophie als Stipendiat im Tübinger Stift. Nach der Promotion zum Dr. phil. 1972 in Tübingen und Habilitation an der Universität Tübingen 1981 war er Professor für Neuere deutsche Literaturwissenschaft in Augsburg (1984–2006).
Seine Arbeitsgebiete sind Literaturtheorie; Literatursemiotik; Lyrik und Roman des 19. und 20. Jhs., Realismus und der historische Roman.

## Schriften (Auswahl)
- Der „andere“ historische Roman. Theorie und Strukturen einer diskontinuierlichen Gattung (= Studien zur deutschen Literatur, Bd. 42). Niemeyer, Tübingen 1976, ISBN 3-484-18037-4 (Dissertation Universität Tübingen).
- Achim von Arnims Romanfragment "Die Kronenwächter" (= Untersuchungen zur deutschen Literaturgeschichte, Bd. 24). Niemeyer, Tübingen 1979, ISBN 3-484-10337-X.
- Der realistische Weg. Formen pragmatischen Erzählens bei Balzac, Dickens, Hardy, Keller, Raabe und anderen Autoren des 19. Jahrhunderts (= Communicatio, Bd. 5). Niemeyer, Tübingen 1994, ISBN 3-484-63005-1.
- Der historische Roman. Geschichte umerzählt – von Walter Scott bis zur Gegenwart. Francke, Tübingen 2009, ISBN 978-3-7720-8325-9.[4][5]
- Bert Brechts Lyrik. Außenansichten. Francke, Tübingen 2011, ISBN 978-3-7720-8404-1.
- „Wie durch einen Spiegel“. Literaturpredigten. Francke, Tübingen 2015, ISBN 3-7720-8577-6.
- Realismus und Moderne. Erträge, Vergleiche, Perspektiven. Narr/Attempto,  Tübingen 2020, ISBN 3-7720-8689-6.